# La vida es mejor cantando
«La vida es mejor cantando» es el segundo sencillo del álbum La Banda Timbiriche, de la banda mexicana Timbiriche.
Esta es una de las canciones más representativas del grupo que para el segundo disco se hacían conocer como "La Banda Timbiriche" a diferencia de su disco debut donde siemplemente eran Timbiriche. 
Esta canción Autoria del Productor y Director Musical Jose Argueta Hernández (Chacho) sido versionada recientemente por la agrupación argentina Teen Angels en 2011, y además en un video promocional de la empresa Televisa, como un agradecimiento a su teleaudicencia por el fin de año y fiestas navideñas de 2014. Con cambios en los arreglos y la letra.

## La canción
El tema principal de la canción es dar a entender el poder de la voz cuando cantas, puedes conquistar la vida, hacer crecer una siembra, despejar las sombras todo con el poder de levantar tu voz a manera de canto, y así comprender que la vida es mejor cantando.

## Posicionamiento
| Listas (2006-2007)               | Posiciones |
| -------------------------------- | ---------- |
| Latin America Top 100            | 34         |
| México Top 100                   | 20         |
| España Hot 100                   | 45         |
| U.S. Billboard Latin Pop Airplay | 15         |

## Versiones
- El grupo argentino Teen Angels realizó un cover en el 2011.
- Se realizó una nueva versión como tema principal del programa de Televisa del mismo nombre: La vida es mejor cantando en el 2011.
- En el 2014 Televisa realiza otra versión como parte de su campaña navideña de ese año.

- Datos: Q5968438